# Porropis callipoda
Porropis callipoda là một loài nhện trong họ Thomisidae.
Loài này thuộc chi Porropis. Porropis callipoda được Tord Tamerlan Teodor Thorell miêu tả năm 1881.